# Gabriel González Videla

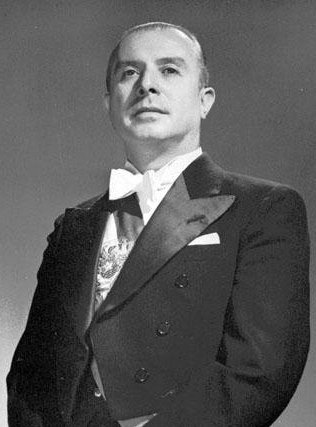
Gabriel González Videla

Gabriel González Videla (* 22. November 1898 in La Serena; † 22. August 1980 in Santiago de Chile) war ein chilenischer Politiker. Er amtierte von 1946 bis 1952 als Präsident seines Landes.

## Leben
Gabriel González Videla wurde als ältestes von 18 Kindern geboren. Nach seiner Schulzeit studierte er bis 1922 Rechtswissenschaft an der Universidad de Chile in Santiago. Danach kehrte er in seine Heimatstadt La Serena zurück, wo er sich in der örtlichen Politik für die Radikale Partei engagierte und als Anwalt arbeitete. 1926 trat er gegen die Militärherrschaft von Carlos Ibáñez del Campo ein. Ab 1932 war er Vorsitzender seiner Partei. Er vertrat seinen Heimatwahlkreis von 1937 bis 1941 im chilenischen Parlament. Als seine Partei die Frente Popular mitgründete, wurde González zum Vorsitzenden dieses Bündnisses gewählt.
Der chilenische Präsident Pedro Aguirre Cerda schickte ihn 1939 als Gesandten nach Europa, um Chile in Frankreich, Belgien und Luxemburg zu vertreten. Er kam in Europa am 1. September 1939 an, dem Tag, an dem der Zweite Weltkrieg ausbrach. Neben seiner diplomatischen Tätigkeit in Paris nutzte González die Gelegenheit für ein Studium der Wirtschaftswissenschaft an der Sorbonne.
Nach seiner Rückkehr nach Chile kandidierte er gegen Juan Antonio Ríos um die Präsidentschaftskandidatur, unterlag jedoch und wurde von Ríos, der die Präsidentschaftswahlen von 1942 dann klar gewann, als Botschafter nach Brasilien entsandt. 1944 bat er um Entlassung von diesem Posten, um sich wieder in Chile politisch zu betätigen. Im folgenden Jahr wurde er für die Region Tarapacá und Antofagasta in den Senat gewählt und vertrat (mit anderen) sein Land in San Francisco bei der Gründung der Vereinten Nationen.
Nach dem Tod von Präsident Ríos im Juni 1946 wurde González von seiner Radikalen Partei als Präsidentschaftskandidat aufgestellt; auch das Parteienbündnis Alianza Democrática aus Radikalen, Kommunisten und Demokraten, für dessen Fortführung González innerparteilich vehement eingetreten war, unterstützte seine Bewerbung. Auch der Dichter und kommunistische Senator Pablo Neruda, der in den folgenden Jahren einer seiner schärfsten Kritiker werden sollte, befand sich unter den Unterstützern.
Bei den Präsidentschaftswahlen am 4. September 1946 gab es neben González drei weitere Kandidaten: den Konservativen Eduardo Cruz-Coke, den Liberalen Fernando Alessandri und den Sozialisten Bernardo Ibáñez. González siegte mit 40,23 % der Stimmen deutlich vor Cruz-Coke, der 29,81 % der Wählerstimmen erhielt. Da er aber keine absolute Mehrheit erringen konnte, musste er gemäß der chilenischen Verfassung und erstmals in der Geschichte dieser Verfassung als Präsident noch vom Kongress bestätigt werden. Es gelang González, durch vielfältige Zugeständnisse an skeptische Abgeordnete, die Fraktionen sowohl der Kommunisten wie auch der Liberalen auf seine Seite zu bringen. Nur die Abgeordneten der konservativen Fraktion des unterlegenen Cruz Coke stimmten geschlossen gegen ihn.
Am 3. November 1946 trat González sein Amt an. Seinem ersten Kabinett gehörten neben Radikalen, liberalen und unabhängigen Ministern auch Vertreter der Kommunistischen Partei an. Da die Vertreter dieser ideologisch teilweise extrem voneinander entfernten politischen Strömungen vor allem versuchten, Klientel-Interessen durchzusetzen, war die Regierungsarbeit von Beginn an belastet. Streit gab es insbesondere über die Rolle des Staates in der Wirtschaftspolitik. Einige Radikale und Liberale verließen die Regierung aus Protest gegen die von den Kommunisten unterstützte Gewerkschaftsbewegung. Als im Juli 1947 die Angestellten des öffentlichen Nahverkehrs in Santiago mit Unterstützung der Kommunisten gegen die Regierungspolitik streikten, kam es zum endgültigen Bruch: González stellte sein Kabinett um und überging dabei die Kommunisten. Daraufhin weiteten sich mit deren Hilfe die Streiks auf die Kupfer- und Phosphatminen aus.
González’ Regierung unternahm noch einige Vermittlungsversuche, verschärfte andererseits gleichzeitig den Kampf gegen die protestierenden Arbeiter. González ernannte einen Offizier zum Innenminister und ließ mit harten militärischen Maßnahmen gegen Streikende vorgehen. Sondergesetze wurden erlassen, mit deren Hilfe Kommunisten und Gewerkschaftsvertreter in Internierungslager gesperrt werden konnten.
Auch die sich zuspitzende Block-Konfrontation zwischen den westlichen Siegermächten des Zweiten Weltkriegs und der Sowjetunion nach der Berlin-Krise strahlte nun auf die chilenische Innenpolitik ab. González stand in dieser Frage eindeutig auf Seiten der USA. Im Jahr 1947 hatte er den Interamerikanischen Vertrag über gegenseitigen Beistand gezeichnet und 1948 die Organisation Amerikanischer Staaten mitgegründet. Auf Druck der US-Regierung brach González die diplomatischen Beziehungen zu den Staaten des sowjetischen Machtbereichs ab, deren Botschaften man verdächtigte, die chilenischen Kommunisten und deren Streiks aktiv zu unterstützen.
1948 berief er ein „Kabinett der nationalen Konzentration“ ein, an dem nun auch die Konservativen beteiligt waren. Am 3. September 1948 verabschiedete diese Regierung das umstrittene „Gesetz zur dauerhaften Verteidigung der Demokratie“ (Ley de Defensa Permanente de la Democracia), im Volksmund „Ley Maldita“ (‚Verdammtes Gesetz‘) genannt. Durch dieses wurde die Kommunistische Partei verboten, deren Funktionäre aus Mandaten und öffentlichen Ämtern entfernt sowie ihre Anhänger aus den Wählerregistern gestrichen. In Pisagua, in einer der unwirtlichsten und abgelegensten Regionen Chiles am Rande der Atacamawüste richtete man ein Konzentrationslager für verhaftete Kommunisten und andere politische Gefangene ein. Kommandeur dieses Lagers war zeitweise der damalige Offizier Augusto Pinochet, der es 25 Jahre später nach seinem Militärputsch 1973 auch wieder reaktivierte.

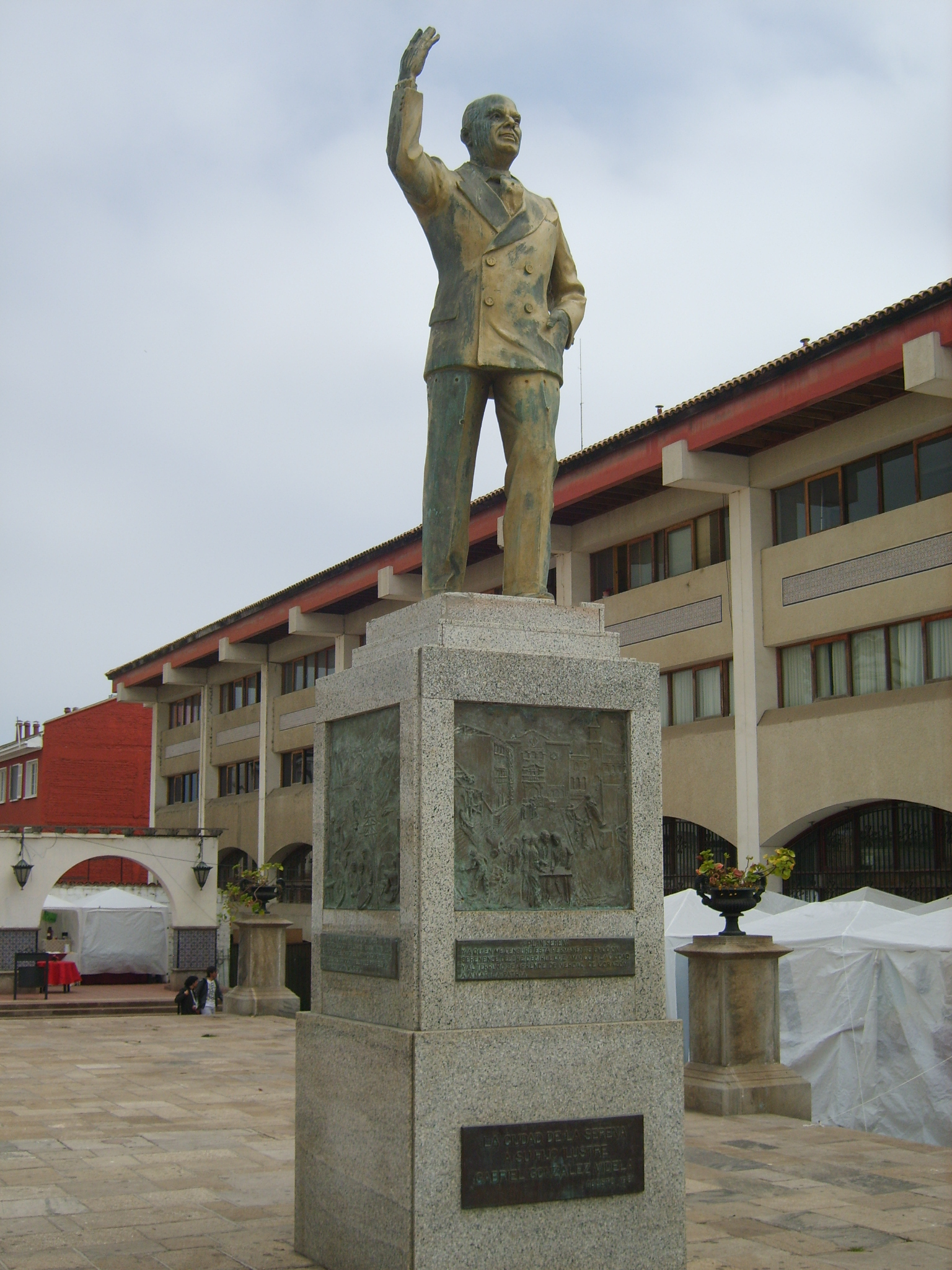
Denkmal für Gabriel González Videla in La Serena, Chile

Die harte Linie gegenüber der Linken wurde von einigen Zugeständnissen in der Sozialpolitik begleitet. So wurden Gesetze zur Lohnfortzahlung und zum Kündigungsschutz beschlossen und die Mieten begrenzt. Im Mai 1949 trat das Frauenwahlrecht in Chile in Kraft.
Außenpolitisch untermauerte González den chilenischen Territorialanspruch auf einen Teil der Antarktis, indem er im Februar 1948 die Antarktis als erstes Staatsoberhaupt bereiste und dort im selben Jahr eine Militärbasis errichten ließ. Heute ist ihm zu Ehren die chilenische González-Videla-Antarktis-Station benannt.
1952 endete seine Amtszeit; bei den Wahlen vom 4. September 1952 wurde Carlos Ibáñez del Campo zum Nachfolger von Gabriel González Videla gewählt. Dennoch blieb González im politischen Leben aktiv: 1962 übernahm er den Vorsitz der Frente Democrático, mit der er gegen die Ausbreitung des Kommunismus in Chile und Lateinamerika kämpfte. Konsequenterweise trat er nach über vierzig Jahren aus der Radikalen Partei aus, als diese im August 1971 erwog, in die Regierung der Unidad Popular unter dem Sozialisten Salvador Allende einzutreten. 1973 nach dem Putsch der Militärs unter Augusto Pinochet wurde González Vizepräsident des Staatsrates (Consejo de Estado) und arbeitete mit beim Ausarbeiten der Verfassung von 1980, die das Militärregime verfassungsrechtlich legitimieren sollte.
Nach einem Herzinfarkt starb Gabriel González Videla am 22. August 1980.